# Acacia anarthos
Acacia anarthos är en ärtväxtart som beskrevs av Bruce R. Maslin. Acacia anarthos ingår i släktet akacior, och familjen ärtväxter. Inga underarter finns listade i Catalogue of Life.